# De Zwarte Zwaan (Taleb)
De Zwarte Zwaan: De impact van het hoogst onwaarschijnlijke is een boek van Nassim Nicholas Taleb. 
De Zwarte Zwaan staat daarin voor onvoorspelbare gebeurtenissen (outliers) die een enorme impact hebben en achteraf aannemelijk en voorspelbaar worden gemaakt.
Taleb betoogt dat Zwarte Zwanen in toenemende mate de geschiedenis bepalen door de toenemende complexiteit van de samenleving. Desondanks wordt de factor toeval veelal ontkend en worden voorspellingen gedaan aan de hand van bestaande patronen.
Dat de mens niet in staat is om deze Zwarte Zwanen te herkennen, wijt Taleb aan drie zaken:
- het idee dat de wereld eenvoudiger in elkaar zit dan werkelijk het geval is;
- de 'retrospectieve vertekening': pas achteraf krijgen mensen een goed beeld van wat er gebeurd is;
- de nadruk op feitelijke informatie, vooral als deze gecategoriseerd is.

Taleb stelt dan ook voor om niet te proberen om Zwarte Zwanen te voorspellen, maar om een bepaalde mate van robuustheid in te bouwen om de negatieve gebeurtenissen te ondervangen en de positieve te benutten.